# Liptenara hiendlmayri
Liptenara hiendlmayri är en fjärilsart som beskrevs av Herman Dewitz 1886. Liptenara hiendlmayri ingår i släktet Liptenara och familjen juvelvingar. Inga underarter finns listade i Catalogue of Life.